# Ramona Neubert
Ramona Neubert (geb. Göhler, verheiratete Raulf; * 26. Juli 1958 in Pirna) ist eine ehemalige deutsche Leichtathletin und Olympiateilnehmerin, die in den 70er und 80er Jahren – für die DDR startend – zu den weltbesten Fünfkämpferinnen und später Siebenkämpferinnen gehörte.

## Leben
Sie wurde 1978 DDR-Hallenmeisterin und erreichte bei den Europameisterschaften Platz sechs im Fünfkampf (4380 Punkte). In Moskau kam Neubert bei den Olympischen Spielen 1980 auf den vierten Platz (4698 Punkte). Im Jahr darauf wurde sie erneut DDR-Meisterin in der Halle. In der Freiluftsaison gewann sie den nationalen Titel auch im Siebenkampf und beim Europacup siegte sie sowohl im Einzelwettbewerb als auch mit der Mannschaft. 1982 gewann sie bei den Europameisterschaften in Athen die Goldmedaille (6622 Punkte; Einzelleistungen: 13,61 s – 15,02 m – 1,83 m – 23,40 s – 6,63 m – 42,48 m – 2:11,06 min).
Ihr größter Erfolg ist der Sieg bei den Weltmeisterschaften 1983 in Helsinki (6714 Punkte; Einzelleistungen: 13,29 s – 1,80 m – 15,38 m – 23,27 s – 6,67 m – 45,12 m – 2:11,34 min). Außerdem gewann sie in diesem Jahr erneut den Europacup im Einzel und mit der Mannschaft.
Der erste Weltrekord wurde von ihr am 24. Mai 1981 in Halle während eines Qualifikationswettkampfes der DDR mit einer Punktzahl von 6670 Punkten aufgestellt. Am 28. Juni 1981 stellte sie mit 6788 Punkten den zweiten Weltrekord des aus dem Fünfkampf hervorgegangenen Siebenkampfes der Frauen innerhalb eines Länderkampfes in Kiew auf. Am 20. Juni 1982 verbesserte sie ihn auf 6845 Punkte. Ein Jahr später, am 19. Juni 1983, hob sie die Marke in Moskau innerhalb des Mehrkampfländerkampfes, nochmals an und verbesserte ihn auf 6935. Sabine Paetz nahm ihr diesem Weltrekord am 6. Mai 1984 mit 6945 Punkten ab.
Ramona Neubert war auch eine sehr gute Weitspringerin. Ihre persönliche Bestleistung lag bei 6,90 m und 1982 wurde sie DDR-Meisterin im Weitsprung.
1984 wurde sie für ihre sportlichen Erfolge mit dem Vaterländischen Verdienstorden in Silber ausgezeichnet.
Sie startete für den SC Einheit Dresden und trainierte bei Volker Schubert, Heinz Hübner und Bernd Großmann. In ihrer aktiven Zeit war sie 1,75 m groß und wog 65 kg. In den nach der Wende öffentlich gewordenen Unterlagen zum Staatsdoping in der DDR fand sich bei den gedopten Sportlerinnen auch der Name von Neubert.
Sie heiratete 1978 den Leichtathleten Christian Neubert. Nach der zweiten Hochzeit 1986 nahm sie den Namen Raulf an. Die gelernte Krippenerzieherin studierte von 1983 bis 1988 an der DHFK Leipzig, Außenstelle Dresden. Nach Ende ihrer sportlichen Laufbahn wurde sie Sportlehrerin und später Sportkoordinatorin der Dresdner Berufsschulen.